# Gymnogramma flavivitella
Gymnogramma flavivitella is een vlinder uit de familie van de Lacturidae. De wetenschappelijke naam van de soort werd in 1881 als Eustixis flavivitella gepubliceerd door Thomas de Grey Walsingham. Het holotype werd verzameld bij Bedford in het oosten van de vroegere Kaapprovincie in Zuid-Afrika.
De soort komt voor in tropisch Afrika.